# Pasta fullada

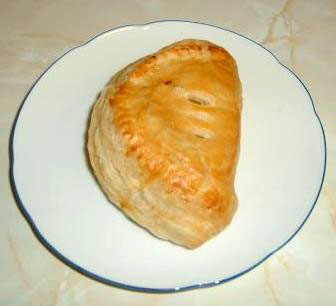
Pasta de fulls farcida de compota de poma

La pasta fullada, pasta fullosa, pasta de full o pasta de fulls, és una massa cruixent que s'elabora amb farina, un greix (mantega, saïm, o margarina), aigua i sal. És cruixent i la seva textura és un dels seus grans atractius. Es parla d'ensaginar o fer coques fulloses i d'ensaginat,-da. L'ensaginada és una coca preparada amb sagí o llard.

## Elaboració
Per a obtenir la textura final es prepara una pasta de farina, aigua i sal, i s'estén. Damunt s'hi estén el greix que s'empri i es doblega sobre ella mateixa diverses vegades. La repetició d'aquesta operació fa que vagin quedant fines làmines de massa separades entre elles pel greix emprat.
Hi ha indicis que la pasta fullada es va originar al Pròxim Orient. Probablement la forma més antiga d'elaboració, que encara s'empra en països àrabs o a Grècia, fóra el formar la pasta fullada mitjançant l'addició de làmines molt primes de massa, prèviament esteses una a una.

## Variants
Hi ha varietats dolces o salades.